# Daisuke Sudo
Daisuke Sudo (須藤 大輔?, Sudo Daisuke; Prefettura di Kanagawa, 25 aprile 1977) è un allenatore di calcio ed ex calciatore giapponese, di ruolo attaccante.

## Palmarès

### Individuale
- Capocannoniere della Coppa J. League: 1

2007: (6 gol)